# Mercier (Québec)
Pour les articles homonymes, voir Mercier.
Mercier (anciennement Sainte-Philomène) est une ville du sud-ouest du Québec, au Canada, située dans la municipalité régionale de comté de Roussillon en Montérégie. Lors du recensement canadien de 2021, il y est dénombré une population de 14 626 habitants.

## Histoire

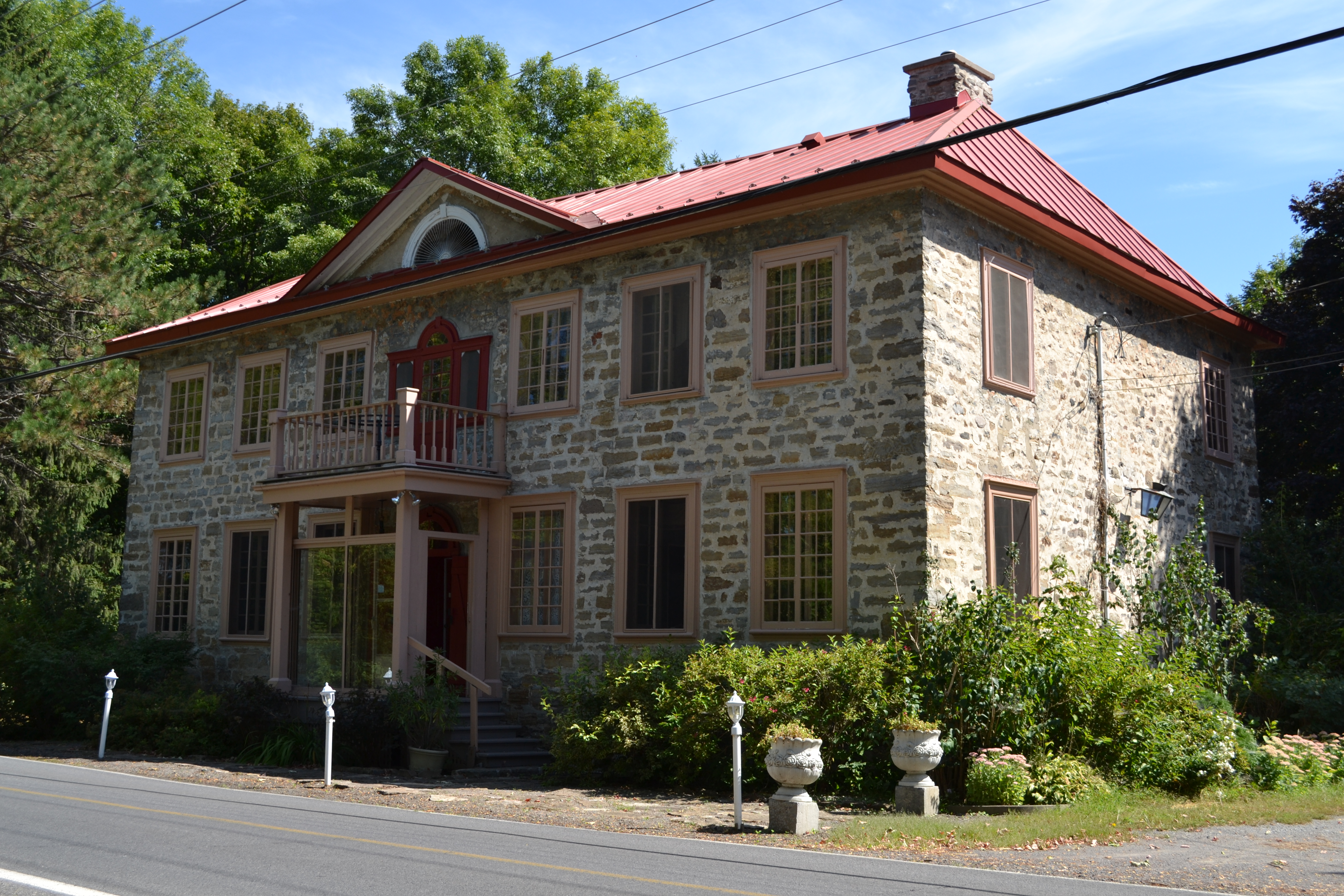
La maison Sauvageau-Sweeny.

Autrefois nommée Sainte-Philomène, cette localité changea son nom en 1968 dans le but de rendre hommage à l'ancien premier ministre du Québec Honoré Mercier, qui servit de 1887 à 1891. Le changement de nom est également dû à la proximité avec le pont Honoré-Mercier et vise aussi à doter la ville d'un nom plus commercialisable et moins déplaisant en anglais.
De plus, le culte voué à sainte Philomène était de plus en plus incertain et avait survécu grâce à la dévotion dont il était entouré au XIXe siècle. Cette dernière raison précipita la décision de changer le nom de la ville.
Avant 1855, la paroisse était connue sous le nom de Sainte-Philomène-de-Châteauguay. En 1855, la paroisse devient autonome et acquiert un statut de municipalité en se dissociant de Châteauguay. Un peu plus d'un siècle plus tard, le 8 juin 1964, la municipalité devient officiellement une ville.
Fait à noter, un premier conseil municipal a été constitué à Sainte-Philomène en 1845 et a siégé, conformément à la loi, pour deux ans dont le premier maire était Antoine Couillard (1845-1846).

## Géographie
La rivière Châteauguay délimite l'ouest de la municipalité en coulant vers le nord-est. La rivière de l'Esturgeon, un affluent de la rivière Châteauguay, traverse le sud-ouest en coulant vers le sud-ouest.

## Démographie
| 1991  | 1996  | 2001  | 2006   | 2011   | 2016   | 2021   |
| ----- | ----- | ----- | ------ | ------ | ------ | ------ |
| 8 227 | 9 059 | 9 442 | 10 121 | 11 584 | 13 115 | 14 626 |

## Administration
Depuis le changement de nom de la municipalité en 1968, la ville a été dirigée par sept maires.
- Dieudonné Constantineau (1961-1969)
- Roger Tougas (1969-1985)
- Jocelyn Lazure (1985-1993)
- Alain Desjardins (1993-2001)

| Ville Mercier |                  |         |          |
| Élection | Maire            | Qualité | Résultat |
| 2001 | Jean-Luc Colpron |         | n/d      |
| 2005 | Jacques Lambert  |         | Voir     |
| 2009 | Jacques Lambert  | Voir    |          |
| 2013 | Lise Michaud     |         | Voir     |
| 2017 | Lise Michaud     | Voir    |          |
| 2021 | Lise Michaud     | Voir    |          |
| Élection partielle en italique Depuis 2005, les élections sont simultanées dans toutes les municipalités québécoises. |                  |         |          |

En 2007, l'administration municipale a mis en ligne son nouveau site web.

## Éducation
Quatre écoles sont situées à Mercier et sont administrées par le Centre de services scolaire des Grandes-Seigneuries (anciennement la Commission scolaire des Grandes-Seigneuries) :
- École secondaire Bonnier (1re à 3e secondaire) ;
- École primaire des Bons-Vents ;
- École primaire Saint-Joseph ;
- École primaire Saint-René.

## Les lagunes de Mercier
Mercier fut et demeure encore le site d'une des plus grandes contaminations de nappe phréatique en Amérique du Nord. Cette contamination commença en 1968 lorsque le gouvernement du Québec autorisa l'implantation d'un lieu d'enfouissement d'huiles lourdes sur le site d'une ancienne sablière situé au sud de la municipalité, site qui sera surnommé « les lagunes ». Cet emmagasinage de déchets industriels perdure jusqu'en 1972 et a représenté 170 000 m3 de produits, soit l’équivalent de plus de 45 piscines olympiques. La situation n'a fait qu'empirer, en 1973, lorsque le gouvernement de Robert Bourassa autorisa l'installation temporaire (initialement trois mois) d'un incinérateur de déchets organiques. L'incinérateur est en réalité toujours présent à ce jour. En 1981, une étude du ministère de l'Environnement du Québec permet de déterminer que les lieux contaminés s'étendent sur Mercier et sur les villes voisines de Sainte-Martine, Saint-Isidore et Saint-Urbain-Premier, et ce, sur une étendue d'environ 30 km2. Pour éviter toute contamination de l'eau, le gouvernement provincial ordonne en 1972 la construction d'un réseau d'aqueduc desservant la majorité de la municipalité – les puits artésiens du secteur ne pouvant plus être utilisés – et ordonne à la ville de Châteauguay d'alimenter en eau potable sa voisine Mercier via son réseau d'aqueduc existant. En 1974 et 1976, le réseau est étendu aux municipalités de Sainte-Martine, Saint-Isidore et Saint-Urbain-Premier.